# Кировское муниципальное образование (Саратовская область)
Кировское муниципальное образование — сельское поселение в Марксовском районе Саратовской области Российской Федерации.
Административный центр — село Кировское.

## История
Статус и границы сельского поселения установлены Законом Саратовской области от 27 декабря 2004 года № 07-ЗСО «О муниципальных образованиях, входящих в состав Марксовского муниципального района».

## Население
| 2010  | 2011  | 2012  | 2013  | 2014  | 2015  | 2016  |
| ----- | ----- | ----- | ----- | ----- | ----- | ----- |
| 4498  | ↘4490 | ↘4336 | ↘4209 | ↘4100 | ↘4074 | ↗4082 |
| 2017  | 2018  | 2019  | 2020  | 2021  |       |       |
| ↘4011 | ↘3906 | ↘3773 | ↘3680 | ↘3644 |       |       |

## Состав сельского поселения
| № | Населённый пункт | Тип населённого пункта       | Население |
| - | ---------------- | ---------------------------- | --------- |
| 1 | Водопьяновка     | посёлок                      | ↘602      |
| 2 | Калининское      | село                         | ↘987      |
| 3 | Кировское        | село, административный центр | ↘782      |
| 4 | Полековское      | село                         | ↗859      |
| 5 | Пугачёвка        | село                         | 82        |
| 6 | Степное          | село                         | ↘416      |
| 7 | Фурманово        | село                         | ↘541      |